# Egilona
|  | No s'ha de confondre amb Ailo. |

Egilona o Egilo, també coneguda com a Ailo, Ayluna, Umm-Àssim pels cronistes àrabs (c. 659<680 - 718) fou l'esposa del darrer rei visigot de Toledo, Roderic (710-711) i possiblement era germana o cosina de Casius Fortunius.
Després de la batalla del Guadalete i de la mort de Roderic, Egilona fou capturada a Mèrida per Abd-al-Aziz ibn Mussa ibn Nussayr el 30 de juny de 713 i va romandre tres anys en poder dels àrabs (Abd-al-Aziz moriria la primavera del 716). El 714 Mussa ibn Nussayr i Tàriq ibn Ziyad van passar cap al sud de la península amb el tresor reial visigot, des d'on van embarcar cap a Ifríqiya, on posteriorment havien de viatjar cap a Damasc per donar comptes de la seva missió. El govern del valiat d'al-Àndalus va quedar en mans del fill de Mussa ibn Nussayr, Abd-al-Aziz ibn Mussa, com a emir. Aquest es va enamorar d'Egilona i ella va acceptar de ser la seva dona el 715.
Es digué que influïa en el seu marit a ser més clement amb els captius cristians. Segons alguns historiadors, això no agradà al califa de Damasc, Sulayman, que va enviar a Ixbíliya (Sevilla) un emissari que el va assassinar, però sembla més probable que les causes del crim fossin altres (fou acusat de voler establir la seva pròpia monarquia), El va succeir el seu cosí Ayyub al-Lakhmí que es creu que havia tingut algun paper en l'assassinat. o fins i tot altres motius polítics perquè el seu germà Abd-Al·lah ibn Mussa ibn Nussayr fou executat per ordre del califa Yazid II.

## Núpcies i descendència
Es casà en primeres núpcies amb Roderic, rei visigot (710-711). No consta que tinguessin fills. Es casà en segones núpcies amb Abd-al-Aziz ibn Mussa ibn Nussayr, fill de Mussa ibn Nussayr. Tingueren una filla, pel que Egilona també fou coneguda com a Umm-Àssim (la mare d'Àssim):
- Àssim o Àïxa bint Abd-al-Aziz (nascuda entre 713 i 717), es casà amb Fortun ibn Qassi[3] fill de Casius Fortunius, comte visigot de Saraqusta (Saragossa), que, convertit a l'islam, va ser origen de la nissaga muladí dels Banu Qassi.